# جوناثان تيهاو
من موليد 9 يناير 1988 وهوا لعب خط وسط في فريق (آي أس تاماري (TAH)) ويصل طوله الي 182 سنتيمترات
لعبه 21 مباراة دوليه وسجل خلالها 5 اهداف وكانت أول مبراه له دوليه معا منتخب فيجي في 17 أغسطس 2011
شارك في كاس العالم للقرات 2013 الذي اقيم في البرازيل معا منتخب بلاده تهيتي وسجل هدفه الوحيد في البطولة
امام نيجيريا (وهوا الهدف الوحيد لبلاده في البطولة).

## روابط خارجية
- جوناثان تيهاو على موقع الاتحاد الدولي (مؤرشف)  (الإنجليزية)
- جوناثان تيهاو على موقع قاعدة بيانات كرة القدم.إي يو (الإنجليزية)
- جوناثان تيهاو على موقع ناشيونال فوتبول تيمز (الإنجليزية)
- جوناثان تيهاو على موقع Soccerway.com (الإنجليزية)